# سوسن سفنسوني
السوسن السفنسوني (باللاتينية: Iris swensoniana) هو أحد أنواع السوسن من الفصيلة السوسنية. سمي نسبة إلى عالم النبات سفنسون.

## الموئل والانتشار
ينتشر في بلاد الشام.